# Frozza Orseolo
Frozza Orseolo (1015 – 1071. február 17.) Adalbert osztrák őrgróf neje, Orseoló Ottó és Árpád-házi Ilona leánya, Péter magyar király testvére.  

## Fordítás
- Ez a szócikk részben vagy egészben  a   Frozza Orseolo című angol Wikipédia-szócikk ezen változatának fordításán alapul.  Az eredeti cikk szerkesztőit annak laptörténete sorolja fel. Ez a jelzés csupán a megfogalmazás eredetét és a szerzői jogokat jelzi, nem szolgál a cikkben szereplő információk forrásmegjelöléseként.